# Culloo
Culloo (Kollu, Klu, Kulloo, Kaloo, Cullo, Cullona, Kilu, Kulu, Gulu, Gulloua), Culloo je bila divovska ptica grabljivica kod plemena Malecite, Passamaquoddy, Micmac, za koju se govorilo da jede ljude i da je dovoljno velika da u svojim kandžama odnese dijete.